# الطلح (یمن)
 الطلح  دهستان بزرگی از توابع استان صَعده در کشور یمن و در شبه جزیره عربستان واقع می‌باشد. این دهستان دارای قدمتی تاریخی می‌باشد، وتاریخ آن به دوران سبا بر می‌گردد. 

## جمعیت
جمعیت این دهستان در حدود ۷۶۷۰ نفر می‌باشد. ساکنان این دهستان از اهل سنت از شاخه شافعی هستند یعنی از پیروان امام محمد ادریس شافعی هستند و بزبان عربی تکلم می‌کنند.

## روستاه
وشامل روستاهای زیر می‌باشد:
- روستای المیفاع
- روستای الطویل
- روستای الطلحام

## منبع
- المقحفی، ابراهیم، احمد ، (مُعجَم المُدُن وَالقَبائِل الیَمَنِیَة) ، منشورات دار الحکمة، صنعاء، چاپ پنجم، وانتشار سال ۱۹۸۵ میلادی به (عربی).